# ジョーンズ郡 (サウスダコタ州)
ジョーンズ郡（英: Jones County）は、アメリカ合衆国サウスダコタ州の中央部西に位置する郡である。2010年国勢調査での人口は1,006人であり、2000年の1,193人から6.8％減少した。郡庁所在地はマードー市（人口488人）であり、同郡で人口最大の町でもある。1916年に設立され、州内で最も若い郡になっている。また2010年時点で州内で最も人口の少ない郡でもある。郡名はミシガン準州などの政治家だったジョージ・W・ジョーンズに因んで名付けられた。

## 地理
アメリカ合衆国国勢調査局に拠れば、郡域全面積は972平方マイル (2,517.5 km2)であり、このうち陸地は2,094平方マイル (2,514.9 km2)、水域は3平方マイル (2.6 km2)で水域率は0.12％である。

### 主要高規格道路
- 州間高速道路90号線
- アメリカ国道83号線

### 隣接する郡
- スタンリー郡 - 北
- ライマン郡 - 東
- メレット郡 - 南
- ジャクソン郡 - 南西
- ハーコン郡 - 北西

### 国立保護地域
- ピア砦国立草原（部分）

## 人口動態
以下は2000年の国勢調査による人口統計データである。
| 基礎データ - 人口: 1,193人 - 世帯数: 509 世帯 - 家族数: 327 家族 - 人口密度: 0人/km2（1人/mi2） - 住居数: 614軒 - 住居密度: 0軒/km2（1軒/mi2） 人種別人口構成 - 白人: 95.81% - ネイティブ・アメリカン: 2.43% - 太平洋諸島系: 0.08% - その他の人種: 0.17% - 混血: 1.51% - ヒスパニック・ラテン系: 0.34% 年齢別人口構成 - 18歳未満: 26.2% - 18-24歳: 6.2% - 25-44歳: 25.5% - 45-64歳: 23.9% - 65歳以上: 18.2% - 年齢の中央値: 41歳 - 性比（女性100人あたり男性の人口） - 総人口: 103.9 - 18歳以上: 102.8 | 世帯と家族（対世帯数） - 18歳未満の子供がいる: 29.3% - 結婚・同居している夫婦:53.2% - 未婚・離婚・死別女性が世帯主: 7.5% - 非家族世帯: 35.6% - 単身世帯: 33.2% - 65歳以上の老人1人暮らし: 15.1% - 平均構成人数 - 世帯: 2.34人 - 家族: 2.98人 収入と家計 - 収入の中央値 - 世帯: 30,288米ドル - 家族: 37,500米ドル - 性別 - 男性: 23,289米ドル - 女性: 17,143米ドル - 人口1人あたり収入: 15,896米ドル - 貧困線以下 - 対人口: 8.7% - 対家族数: 6.6% - 18歳未満: 10.8% - 65歳以上: 12.8% |

## 都市と町
都市名の後の数字は2010年国勢調査での人口を示す。
| - 1. マードー 488 - 郡庁所在地 - 2. ドレイパー 82 - 3. オカトン 36 |

### 郡区
ジョーンズ郡は下記13の郡区に分けられている。
| - バッファロー - ドレイパー - ダンケル - グランドビュー - コルス - モーガン - ミュレン | - マスマン - オカトン - スコビル - サウスクリーク - ウィリアムズクリーク - ジックリック |

またセントラルジョーンズ、ノースジョーンズ、リッチバレー、ウェストオーバーの4つの未編入領域にも分けられている。